# Apprenti Gigolo
Pour plus de détails, voir Fiche technique et Distribution.
Apprenti Gigolo (Fading Gigolo) est un film américain réalisé par John Turturro. Présenté en avant-première au Festival international du film de Toronto 2013 et il est sorti dans le reste du monde au printemps 2014, réalisant un peu plus de 25 000 000 de dollars de recette.

## Synopsis
Murray (Woody Allen), un libraire, et Fioravante (John Turturro), un fleuriste, sont deux vieux amis vivant à New York. Comme ils ont de très gros soucis d'argent, Murray trouve alors une idée : il décide de devenir mac... mais le mac de Fioravante ! Celui-ci, après avoir trouvé l'idée totalement stupide et après avoir refusé, se laisse finalement convaincre...

## Fiche technique
- Titre français : Apprenti Gigolo
- Titre original : Fading Gigolo
- Réalisation : John Turturro
- Scénario : John Turturro
- Musique : Abraham Laboriel et Bill Maxwell
- Photographie : Marco Pontecorvo
- Montage : Simona Paggi
- Décors : Lester Cohen
- Costumes : Donna Zakowska
- Direction artistique : Sarah Frank
- Production : Jeffrey Levy-Hinte (en), Bill Block et Paul Hanson

Producteurs délégués : Sasha Shapiro, Scott Ferguson, Anton Lessine et Bart Walker
Coproducteur : James Debbs
- Société de production : Antidote Films
- Distribution :  Millennium Entertainment,  ARP Sélection
- Genre : comédie dramatique
- Durée : 98 minutes
- Pays d'origine :  États-Unis
- Langue originale : anglais
- Dates de sortie[1]

 Canada : 7 septembre 2013 (Festival international du film de Toronto 2013)
 France : 9 avril 2014
 États-Unis : 18 avril 2014

## Distribution
- John Turturro (V. F. : Vincent Violette) : Fioravante
- Woody Allen (V. F. : Jean-Luc Kayser) : Murray
- Vanessa Paradis (V. F. : elle-même) : Avigal
- Sharon Stone (V. F. : Micky Sébastian) : Dr Parker, dermatologue de Murray
- Liev Schreiber (V. F. : Loïc Houdré) : Dovi
- Sofia Vergara (V. F. : Ethel Houbiers) : Selima
- Bob Balaban (V. F. : Patrice Dozier) : Sol
- Tonya Pinkins (V. F. : Martine Maximin) : Othello
- Dante Hoagland (V. F. : Joffrey Pradin) : Coco
- Isaiah Clifton (V. F. : Sofiane Abdellaoui) : Cyrus
- Jade Dixon (V. F. : Janna Abdellaoui) : Cee-Cee
- Max Casella : Denny
- Loan Chabanol : Loan
- Diego Turturro (V. F. : Gwenaël Sommier) : Shimshon
- Aubrey Joseph (V. F. : Matteo Dumond) : Cefus
- Ted Sutherland (V. F. : Arthur Pestel) : Shmuel
- David Margulies (V. F. : Gilbert Lévy) : le chef Rebbe
- Michael Badalucco (V. F. : Jean-Loup Horwitz) : le chauffeur Burly
- Allen Lewis Rickman (V. F. : Franck Sportis) : le chauffeur Hasidic
- Abe Altman (V. F. : Patrice Keller) : le premier rabbin

Sources et légende : Version française (V. F.) sur RS Doublage et AlloDoublage

## Production

### Tournage
Le film a été tourné à New York entre octobre et décembre 2012.

## Bande originale
1. Canadian Sunset de Gene Ammons
2. La violetera de Dalida
3. Neph de Trombone Shorty
4. My Romance de Gene Ammons
5. Luna rossa de M'Barka Ben Taleb
6. Reflejo de Luna de Alacran
7. After the Massage de Bill Maxwell
8. Sway de Dean Martin
9. I'm a Fool to Want You de M'Barka Ben Taleb
10. Le Torrent de Dalida
11. Tu si na cosa grande (chanson italienne de Domenico Modugno datant de 1964, reprise par Vanessa Paradis)
12. Meeting in the Park de Bill Maxwell

## Accueil

### Accueil critique
Le film obtient un accueil mitigé, recueillant 54 % de critiques favorables sur le site Rotten Tomatoes, avec une moyenne de 5.9⁄10 et sur la base de 129 critiques collectées. Sur le site Metacritic, il obtient un score de 58⁄100, pour 38 critiques collectées. Il obtient une moyenne de 2,9⁄5 sur le site Allociné, pour 19 critiques collectés.

### Box-office
Apprenti Gigolo n'a pas rencontré le succès commercial, rapportant 21 788 873 $ de recettes mondiales, dont 3 769 873 $ aux États-Unis, où il n'est pas distribué au-delà de 356 salles.

## Distinctions

### Nominations
- Festival international du film de Toronto 2013 : sélection « Special Presentations »